# Slovenská basketbalová extraliga žen
Slovenská basketbalová extraliga žen (zkratka SBEŽ) je od roku 2003 nejvyšší slovenská basketbalová soutěž žen. V letech 1993–2003 existovala pod názvem 1. basketbalová liga žen. Založena byla v roce 1993 po zániku Československa jako nástupce tamní nejvyšší soutěže. Obhájcem mistrovského titulu ze sezóny 2023/24 je tým Piešťanské Čajky.

## Týmy v sezóně 2024/2025
- BK AS Trenčín
- BK Klokani Ivanka pri Dunaji
- BK Slovan Bratislava
- BK ŠK UMB Banská Bystrica
- CBK Košice
- MBK Ružomberok
- Piešťanské Čajky
- Slávia Banská Bystrica
- ŠBK Šamorín
- Young Angels Košice

## Konečná medailová pořadí
Zdroj: 
| Sezóna  | Zlatá medaile        | Stříbrná medaile              | Bronzová medaile               |
| ------- | -------------------- | ----------------------------- | ------------------------------ |
| 1993    | SCP Ružomberok       | BK Slávia UMB Banská Bystrica |                                |
| 1993/94 | Sipox Ružomberok     | BK Sporiteľňa Bratislava      | BO Spartak SAM Myjava          |
| 1994/95 | Sipox Ružomberok     | BO Spartak SAM Myjava         | BK VSS Lokomotíva Košice       |
| 1995/96 | MŠK Sipox Ružomberok | BK Slovmad Cassovia Košice    | BO Spartak SAM Myjava          |
| 1996/97 | SCP Ružomberok       | BO Spartak SAM Myjava         | ŠK Slovan Bratislava           |
| 1997/98 | SCP Ružomberok       | ŠK Slovan JOPA Bratislava     | BO Spartak SAM Myjava          |
| 1998/99 | SCP Ružomberok       | Delta Management Košice       | BO Spartak SAM Myjava          |
| 1999/00 | SCP Ružomberok       | BK Slávia UMB Banská Bystrica | Delta Domex Košice             |
| 2000/01 | SCP Ružomberok       | ŠK Slovan JOPA Bratislava     | CBK Cassovia Bardejov          |
| 2001/02 | SCP Ružomberok       | ŠK Slovan JOPA Bratislava     | BK Istrobanka LS UK Bratislava |
| 2002/03 | SCP Ružomberok       | Delta VODS Košice             | BK Slávia UMB Banská Bystrica  |
| 2003/04 | Delta ICP Košice     | MBK Ružomberok                | ŽBK Poprad                     |
| 2004/05 | Delta ICP Košice     | MBK Ružomberok                | ŽBK Poprad                     |
| 2005/06 | Delta ICP Košice     | MBK Ružomberok                | ŽBK Siemens Poprad             |
| 2006/07 | K CERO VODS Košice   | MBK Ružomberok                | BK Inpek UKF Nitra             |
| 2007/08 | KOSIT 2013 Košice    | MBK Ružomberok                | BK Viktoria PČSP Košice        |
| 2008/09 | Maxima Broker Košice | MBK Ružomberok                | BK Inpek UKF Nitra             |
| 2009/10 | Dobrí anjeli Košice  | BK PU Bemaco Prešov           | MBK Ružomberok                 |
| 2010/11 | Dobrí anjeli Košice  | MBK Ružomberok                | BK Inpek UKF Nitra             |
| 2011/12 | Good Angels Košice   | MBK Ružomberok                | ŠBK Šamorín                    |
| 2012/13 | Good Angels Košice   | MBK Ružomberok                | ŠK BD Rücon Spišská Nová Ves   |
| 2013/14 | Good Angels Košice   | MBK Ružomberok                | Piešťanské Čajky               |
| 2014/15 | Good Angels Košice   | Piešťanské Čajky              | MBK Ružomberok                 |
| 2015/16 | Good Angels Košice   | Piešťanské Čajky              | MBK Ružomberok                 |
| 2016/17 | Good Angels Košice   | Piešťanské Čajky              | MBK Ružomberok                 |
| 2017/18 | Good Angels Košice   | MBK Ružomberok                | Piešťanské Čajky               |
| 2018/19 | MBK Ružomberok       | Piešťanské Čajky              | ŠBK Šamorín                    |
| 2019/20 | MBK Ružomberok       | Piešťanské Čajky              | Young Angels Košice            |
| 2020/21 | MBK Ružomberok       | Piešťanské Čajky              | Young Angels Košice            |
| 2021/22 | Piešťanské Čajky     | MBK Ružomberok                | Young Angels Košice            |
| 2022/23 | Piešťanské Čajky     | Slávia Banská Bystrica        | MBK Ružomberok                 |
| 2023/24 | Piešťanské Čajky     | Slávia Banská Bystrica        | MBK Ružomberok                 |

## Přehled celkových vítězů v československé a slovenské nejvyšší soutěži
Zdroj:
| Klub                          | Tituly | Vítězné ročníky |
| ----------------------------- | ------ | --- |
| MBK Ružomberok                | 17     | 1990/91, 1991/92, 1992/93, 1993, 1993/94, 1994/95, 1995/96, 1996/97, 1997/98, 1998/99, 1999/00, 2000/01, 2001/02, 2002/03, 2018/19, 2019/20, 2020/21 |
| Good Angels Košice            | 15     | 2003/04, 2004/05, 2005/06, 2006/07, 2007/08, 2008/09, 2009/10, 2010/11, 2011/12, 2012/13, 2013/14, 2014/15, 2015/16, 2016/17, 2017/18                |
| Piešťanské Čajky              | 3      | 2021/22, 2022/23, 2023/24 |
| BK Slávia UMB Banská Bystrica | 1      | 1989/90 |